# Marie Sneve Martinussen
Marie Sneve Martinussen (née le 30 décembre 1985) est une personnalité politique norvégienne du parti Rouge, économiste et musicienne. Elle est députée au Storting, le parlement norvégien, pour la circonscription d'Akershus, où elle siège à la Commission des finances. Elle a été conseillère à l'Agence norvégienne pour l'environnement. Depuis 2012, elle est vice-présidente de Rouge.

## Biographie
Marie Sneve Martinussen a grandi à Sandnes, près de l'ancienne région minière Bjørnevatn, à l'extérieur de Kirkenes. Elle est la petite-fille du partisan et opposant Håkon Sneve.

## Parcours politique
Marie Sneve Martinussen s'est d'abord engagée politiquement à travers le mouvement écologiste, notamment en tant que secrétaire pour la Russie du mouvement Nature et Jeunesse. En 2008, elle et six autres membres de l'organisation ont été arrêtées par les autorités russes de l'immigration lors d'une action pacifique à Apatity. Les jeunes, qui pensaient avoir l'autorisation nécessaire, ont subi plusieurs longs interrogatoires et ont été condamnés à une amende.
Lors des élections législatives norvégiennes de 2009, Martinussen est en deuxième position sur la liste du parti Rouge dans le Finnmark, mais n'est pas élue. En 2010, elle est élue au comité de travail du parti. 
Aux élections législatives norvégiennes de 2021, elle s'est présentée comme tête de liste de Rouge à Akershus et est devenue la première représentante du parti dans ce comté avec 3,9% des voix. Elle est membre de la Commission des finances.

### Vice-présidente de Rouge
Lors de l'assemblée nationale de Rouge de mai 2012, elle est élue vice-présidente avec Marielle Leraand. En tant que personnalité politique, Martinussen s'est particulièrement préoccupée de combattre les disparités économiques,,. Elle a également été la porte-parole du parti sur les questions de politique culturelle et de politique fiscale,,. Pendant son mandat de directrice adjointe, elle a également été directrice et figure de proue du festival Popvenstre de Rouge, qui mêle culture et politique,.

## Musicienne
Martinussen jouait auparavant de la basse dans le groupe Making Marks, à l'origine Mylittlepony. Elle a contribué aux créations suivantes :
Album
- A Thousand Half-Truths, Fika Recordings 2014

Singles
- Ticket Machine, Fika Recordings 2012
- Barcodes, Fika Recordings 2013
- Uten en tråd, Snertingdal Records 2013